# ألفرد جادسون فورس مودي
ألفرد جادسون فورس مودي (بالإنجليزية: Alfred Judson Force Moody)‏ هو عسكري أمريكي، ولد في 4 مارس 1918 في نيو هيفن في الولايات المتحدة، وتوفي في 19 مارس 1967 في Camp Radcliff ‏ في فيتنام.